# LYRM-Protein
Proteine mit Leu-Tyr-Arg-Motiv (LYRM-Proteine) bilden eine Superfamilie von kleinen (<15 kDa), positiv geladenen und überwiegend mitochondrialen Proteinen mit einem N-terminalen Leucin–Tyrosin–Arginin-Motiv. Allerdings ist das exakte Vorhandensein dieses L–Y–R-Motivs nicht zwingend erforderlich für die Klassifizierung als LYRM-Protein, da die Zugehörigkeit auf weiter gefassten strukturellen und funktionellen Kriterien basiert. LYRM-Proteine spielen eine zentrale Rolle in essenziellen mitochondrialen Prozessen wie der oxidativen Phosphorylierung (OXPHOS), der mitochondrialen Translation, der Assemblierung von Eisen-Schwefel-Clustern (Fe–S-Cluster) sowie im Acetatstoffwechsel. Ihre Funktion wird allosterisch durch die Bindung an acyliertes Acyl-Carrier-Protein (Acyl-ACP) aktiviert, das durch die mitochondriale Fettsäuresynthese (mtFAS) als Reaktion auf die mitochondriale Acetyl-CoA-Verfügbarkeit bereitgestellt wird. Diese Art der Aktivierung ermöglicht es ihnen, als späte Assemblierungsfaktoren der Elektronentransportkette (ETC) zu fungieren.

## Verwechslungsgefahr mit LYR-Proteinen
Um Missverständnisse zu vermeiden, ist es wichtig zu betonen, dass der Begriff „LYR-Proteine“ gelegentlich für mitochondriale Proteine verwendet wurde, die zwar die LYR-Sequenz enthalten, jedoch nicht die charakteristischen strukturellen oder funktionellen Merkmale echter LYRM-Familienmitglieder aufweisen. Ein LYR-Tripeptid allein reicht für die Klassifikation als LYRM-Protein nicht aus; Proteine wie NDUFAF3, bestimmte Untereinheiten der Atmungskettenkomplexe II (z. B. SDHB), IV und V sowie mehrere mitochondriale ribosomale Proteine enthalten zwar das Motiv, gehören jedoch nicht zur Superfamilie der LYRM-Proteine.

## Vorkommen und Synthese
LYRM-Proteine kommen ausschließlich in Eukaryoten vor, unterscheiden sich jedoch zwischen den Spezien. Während anaerobe Eukaryoten nur LYRM4 oder gar keine LYRM-Proteine besitzen, wurden beim Menschen zwölf Mitglieder charakterisiert. Mit Ausnahme von LYRM3 und LYRM6, die in den mitochondrialen Komplex I integriert sind, handelt es sich bei LYRM-Proteinen um lösliche, in der Matrix lokalisierte Proteine. Sie werden im Cytosol durch Ribosomen synthetisiert, nachdem sie aus nukleärer DNA transkribiert wurden, und anschließend in die Mitochondrien importiert. Einige Mitglieder wurden aber auch im Cytosol und im Zellkern identifiziert.

## Struktur
Die Klassifizierung der LYRM-Proteine basiert auf LYRM4, das die Cystein-Desulfurase NFS1 innerhalb des mitochondrialen Eisen-Schwefel-Cluster-(ISC)-Assemblierungssystems stabilisiert. Ein charakteristisches Merkmal der LYRM-Proteine ist ihre Drei-Helix-Bündel-Faltung. In dieser antiparallelen Anordnung ist Helix α1 um etwa 20° nach vorn geneigt, während die Helices α2 und α3 parallel zueinander verlaufen. Das LYR-Motiv befindet sich auf Helix α1, kurz hinter deren N-terminalem Beginn, und kann von einem Isoleucin oder Leucin sowie einem Phenylalanin gefolgt sein. Diese Helices bilden gemeinsam einen hydrophoben Tunnel im Inneren, der als Bindungsstelle für die Acylkette von Acyl–ACP dient, welche über eine 4’-Phosphopantethein-Gruppe kovalent an ACP gebunden ist. Für eine effektive Bindung an LYRM-Proteine wird typischerweise eine Acylkette mit etwa 10–16 Kohlenstoffatomen benötigt. ACP ist jedoch nicht auf eine Acylierung angewiesen, um an LYRM-Proteine zu binden, obwohl diese eine höhere Affinität zu Acyl-ACP als zu unacylierter ACP (Holo-ACP) aufweisen.
FMC1 stellt eine Ausnahme dar, da es keinen hydrophoben Tunnel bildet und sich im Allgemeinen atypisch im Vergleich zu anderen LYRM-Proteinen verhält.

## Funktion

### Biogenese von Eisen-Schwefel-Clustern
In Eukaryoten dienen Eisen-Schwefel-(Fe–S)-Cluster als vielseitige Cofaktoren bei Redoxreaktionen, Elektronentransport, Enzymkatalyse, Genexpressionsregulation und DNA-Reparatur. Sie werden auf dem Gerüstprotein ISCU assembliert, wobei das Eisen durch Frataxin bereitgestellt wird und der Schwefel durch den NFS1–LYRM4-Komplex geliefert wird. Dieser Komplex bindet über LYRM4 an acyliertes ACP, was zur Stabilisierung des sonst abbauanfälligen Komplexes führt. Nach der Bildung werden die Fe–S-Cluster durch einen Fe–S-Transferkomplex, bestehend aus ISCU, dem Co-Chaperon HSC20 und dem Chaperon HSPA9, an Zielproteine übertragen.
Der Einbau der Eisen-Schwefel-Cluster in Atmungskomplexe II und III mit Hilfe anderer LYRM-Proteine wird weiter unten im Abschnitt zur „Assemblierung der oxidativen Phosphorylierungskomplexe“ behandelt.

### Assemblierung des Mitoribosoms
Das LYRM-Protein L0R8F8 und ACP fungieren als Assemblierungsfaktoren für das menschliche Mitoribosom. Mitoribosomen übersetzen mitochondriale mRNAs in 13 spezifische Proteine, die ausschließlich als strukturelle Untereinheiten in die Komplexe I, III, IV und V der mitochondrialen Atmungskette eingebaut werden. In den späten Phasen der Reifung der großen Untereinheit des menschlichen Mitoribosoms (mt-LSU) lagert sich ein Komplex aus MALSU1, L0R8F8 und ACP an die mt-LSU an. Dieser Komplex verhindert sterisch eine verfrühte Bindung mit der kleinen Untereinheit (mt-SSU) und reguliert somit den zeitlichen Ablauf des Zusammenfügens der Ribosomenuntereinheiten. Strukturanalysen zeigten, dass die Interaktion zwischen L0R8F8 und ACP durch das LYR-Motiv von L0R8F8 und die 4′-Phosphopantethein-Gruppe von ACP vermittelt wird. Bemerkenswerterweise liegt ACP in diesem Zusammenhang in seiner unacylierten Form (Holo-ACP) vor, und es wurde in den Strukturdaten keine Dichte für eine Acylkette beobachtet.

### Assemblierung des Elektronentransfer-Flavoproteins
LYRM5 interagiert mit den beiden Untereinheiten ETFA und ETFB des elektronentransferierenden Flavoproteins (ETF), wodurch die FAD-Bindungsstelle destabilisiert wird, was zur Freisetzung von FAD führt und somit zu einer Unterbrechung des normalen Elektronentransfers. ETF fungiert als Elektronenträger, der vorübergehend an mitochondriale Flavoproteine andockt, die an der Oxidation von Fettsäuren und Aminosäuren beteiligt sind (z. B. Acyl-CoA-Dehydrogenasen, Isovaleryl-CoA-Dehydrogenase), und Elektronen aufnimmt, während sein eigenes FAD zu FADH2 reduziert wird. Das reduzierte ETF löst sich anschließend und überträgt die Elektronen an die ETF:Ubichinon-Oxidoreduktase (ETF:QO), ein Enzym, das in der inneren Mitochondrienmembran verankert ist und ebenfalls FAD enthält. ETF:QO wird dadurch reduziert und leitet die Elektronen an Ubichinon (CoQ10) in der Atmungskette weiter. Im Gegensatz zu anderen LYRM-Familienmitgliedern besitzt LYRM5 nicht das charakteristische Leucin–Tyrosin–Arginin-Motiv, sondern stattdessen ein Leucin–Tyrosin–Lysin-Motiv.

### Assemblierung der Komplexe der oxidativen Phosphorylierung
Die Assemblierung dieser Komplexe beruht auf einem streng regulierten und koordinierten Prozess, der die Transkription und Translation von sowohl nukleär als auch mitochondrial codierten Untereinheiten, den Import und die Assemblierung einzelner Untereinheiten sowie die Reifung durch den Einbau essenzieller Cofaktoren, wie Eisen-Schwefel-Cluster umfasst.

#### NADH:Ubichinon-Oxidoreduktase (Komplex I)
Drei LYRM-Proteine – LYRM3, LYRM6 und LYRM2 – sind mit Komplex I verbunden. Der erste Komplex der Atmungskette koppelt die Oxidation von NADH und die Reduktion von Ubichinon mit dem Protonentransport über die innere mitochondriale Membran und leistet den größten Einzelbeitrag zur protonenmotorischen Kraft, die die ATP-Synthese antreibt. Unter bestimmten Bedingungen kann diese Reaktion auch rückwärts ablaufen und zur Reduktion von NAD+ führen.
LYRM3 ist eine integrale akzessorische Untereinheit von Komplex I, die im distalen, protonentransportierenden Modul PD des Membranarms positioniert ist. Es bildet ein stabiles Heterodimer mit der benachbarten Untereinheit SDAP1, einer Isoform des mitochondrialen ACP, das durch das Gen NDUFAB1 codiert wird. Diese Interaktion, vermittelt über die LYR-Domäne von LYRM3, spielt eine entscheidende Rolle für Funktion und Assemblierung von Komplex I.
LYRM6 ist ebenfalls eine integrale akzessorische Untereinheit von Komplex I. Es bindet nahe der zentralen Schnittstelle zwischen dem Matrixarm (Q-Modul) und dem Membranarm (P-Modul) des Komplexes und bildet ein Heterodimer mit mitochondrialem ACP. Zwei benachbarte Schleifen von LYRM6 interagieren direkt mit zentralen Untereinheiten des Komplexes und tragen zur Stabilisierung dieser Schnittstelle bei. Insbesondere spielt LYRM6 eine Schlüsselrolle bei der Stabilisierung der TMH1-2-Schleife der Untereinheit ND3, eines strukturellen Elements, das für den Protonentransportmechanismus essenziell ist.
LYRM2 ist in den Mitochondrien lokalisiert, interagiert direkt mit Komplex I und erhöht dessen Aktivität.

#### Succinat-Dehydrogenase (Komplex II)
LYRM8 und ACN9 sind erforderlich für die Assemblierung der Eisen-Schwefel-Cluster-haltigen Untereinheit SDHB in Komplex II. Als Bestandteil des Citratzyklus koppelt Komplex II die Oxidation von Succinat zu Fumarat mit der Reduktion von Ubichinon. Die Funktionen von LYRM8 und ACN9 beinhalten Interaktionen mit acyliertem ACP.
LYRM8 fungiert als Assemblierungsfaktor für Komplex II, indem es eine Brücke bildet zwischen HSC20 (als Bestandteil des Fe–S-Cluster-Transferkomplexes) und der SDHB-Untereinheit. Als eine von vier Untereinheiten von Komplex II spielt SDHB eine zentrale Rolle bei der Elektronenübertragung von SDHA zu Ubichinon über seine drei Eisen-Schwefel-Cluster. HSC20 erkennt und bindet mit hoher Affinität an LYR-Motive; SDHB selbst enthält jedoch nur zwei L(I)YR-Motive: ein IYR-Motiv am N-Terminus und ein LYR-Motiv näher am C-Terminus. Trotzdem gehört SDHB nicht zu den LYRM-Proteinen. Zusätzlich ermöglichen mehrere aromatische Aminosäurensequenzen innerhalb von SDHB eine vorübergehende Bindung eines LYRM8-Proteins über dessen argininreiche C-terminale Domäne, was eine LYR-Bindungsstelle für HSC20 schafft und somit zum Einbau der Fe–S-Cluster in SDHB beiträgt. Bemerkenswert ist, dass LYRM8 selbst auch zwei LYR-Motive enthält, eines am N-Terminus und eines in der zentralen Region, jedoch bindet HSC20 ausschließlich an das N-terminale Motiv.
ACN9 fungiert als Assemblierungsfaktor, der an der Reifung von Komplex II beteiligt ist. Genauer gesagt trägt es zum Einbau von Eisen-Schwefel-Clustern in die SDHB-Untereinheit bei, was für die Aktivität von Komplex II unerlässlich ist. Die genaue molekulare Rolle von ACN9 ist jedoch noch nicht vollständig geklärt. Daten aus Hefemodellen deuten darauf hin, dass ACN9 auch eine Rolle bei der Gluconeogenese und bei der Umwandlung von Ethanol oder Acetat in Kohlenhydrate spielt.

#### Coenzym Q: Cytochrom c – Oxidoreduktase (Komplex III)
LYRM7 fungiert als Assemblierungsfaktor für Komplex III, indem es als Chaperon für das Rieske-Protein wirkt. Die Aufgabe von Komplex III besteht darin, Elektronen vom Zwei-Elektronen-Träger Ubichinon auf den Ein-Elektronen-Träger Cytochrom c über den sogenannten Q-Zyklus zu übertragen, während gleichzeitig Protonen gepumpt werden, um einen Gradienten aufzubauen. Der Komplex arbeitet als Dimer (CIII2), wobei jedes Monomer aus elf Untereinheiten besteht. Drei davon sind katalytisch aktiv: Cytochrom b, Cytochrom c1 und das Rieske-Protein, das ein [2Fe–2S]-Cluster (Rieske-Zentrum) enthält. Während der Assemblierung bildet sich zunächst ein stabiler, aber nicht-funktioneller Vorkomplex III, der alle Untereinheiten enthält außer dem Rieske-Protein und Qcr10. Um die Assemblierung abzuschließen, bindet LYRM7 an das Rieske-Protein in der mitochondrialen Matrix und stabilisiert es vor dessen Translokation in die innere Membran und anschließendem Einbau in den Vorkomplex. Dadurch wird das Rieske-Protein vor proteolytischem Abbau oder temperaturbedingter Aggregation geschützt. Der endgültige Einbau sowohl des Rieske-Proteins als auch von Qcr10 in den Vorkomplex wird durch die AAA-ATPase BCS1L vermittelt und schließt die Assemblierung von Komplex III ab.

#### ATP-Synthase (Komplex V)
FMC1 wirkt als Assemblierungsfaktor für Komplex V, indem es das Chaperon ATP12 stabilisiert, das für die ordnungsgemäße Assemblierung der F1-Domäne, insbesondere bei erhöhten Temperaturen, erforderlich ist. Komplex V synthetisiert ATP aus ADP und anorganischem Phosphat, indem er die durch die Elektronentransportkette erzeugte protonenmotorische Kraft mittels eines rotierenden katalytischen Mechanismus nutzt. Er besteht aus einer in der inneren mitochondrialen Membran verankerten Fo-Domäne, die Protonen überführt, und einer in die Matrix ragenden F1-Domäne, in der die ATP-Synthese stattfindet. Innerhalb der F1-Domäne ist der katalytische hexamere Ring aus abwechselnden α- und β-Untereinheiten für die Assemblierung auf ATP12 angewiesen, wobei FMC1 ATP12 bei erhöhten Temperaturen unterstützt; ohne dies werden die Untereinheiten nicht korrekt eingebaut und aggregieren in der mitochondrialen Matrix. Obwohl FMC1 zur LYRM-Protein-Familie gehört, fehlen ihm wichtige Aminosäurereste des LYRM-Motivs, darunter Leucin und Phenylalanin, und es kann kein acyliertes ACP binden, da der hydrophobe Tunnel fehlt. Dennoch interagiert FMC1 mit nicht-acyliertem ACP, was die Assemblierung der F1-Domäne auch dann ermöglicht, wenn Acetyl-CoA knapp ist. Dies stellt sicher, dass Komplex V auch unter metabolischem Stress funktionsfähig bleibt, was erlaubt auch umgekehrt zu arbeiten und ATP zu hydrolysieren um den Protonengradienten aufrechtzuerhalten, der für den Proteinimport und andere Transportprozesse notwendig ist.

## Regulation
Während das Netzwerk der LYRM-Proteine auch unacyliertes ACP (Holo-ACP) binden kann, werden sie allosterisch erst durch die acylierte Form (Acyl-ACP) aktiviert, zu der sie eine höhere Affinität aufweisen. Erst nach dieser Aktivierung können sie funktionell mit spezifischen Zielproteinen interagieren. Die Acylierung von ACP wird durch die mitochondriale Fettsäuresynthese (mtFAS) gesteuert, als Reaktion auf die Verfügbarkeit von mitochondrialem Acetyl-CoA und ist empfindlich gegenüber Störungen in der Acetyl-CoA-Synthese. Bei eingeschränkten Acyl-ACP-Spiegeln wird folgende Priorisierung beobachtet: die mitochondriale Translation wird aufrechterhalten, die Liponsäure-Biosynthese reduziert und die Aktivierung der LYRM-Proteine für die Assemblierung der Atmungskettenkomplexe gestoppt, was ihre Funktion als späte Assemblierungsfaktoren der Elektronentransportkette (ETC) bestätigt. ACP und mtFAS koordinieren somit die Aktivierung der mitochondrialen Atmung in Abhängigkeit von der Substratverfügbarkeit. Dies ermöglicht den Zellen, ihre oxidative Kapazität bei Substratüberschuss zu erhöhen, und verhindert ein „Trockenlaufen“ der Elektronentransportkette sowie die daraus resultierende Bildung reaktiver Sauerstoffspezies bei Substratmangel.

## Überblick über Mitglieder
Mindestens zwölf LYRM-Proteine wurden beim Menschen identifiziert (Stand 2019):
| LYRM-Protein       | LYR-Motiv       | Zielort                                 | Funktion                                              | Interaktionspartner      |
| ------------------ | --------------- | --------------------------------------- | ----------------------------------------------------- | ------------------------ |
| LYRM1              | LYR             |                                         | Insulinsignalübertragung                              | Acyl-ACP                 |
| LYRM2              | LYR             | Komplex I                               | steht in Zusammenhang mit der Aktivität von Komplex I | Acyl-ACP                 |
| LYRM3/NDUFB9       | LYR             | Komplex I                               | Strukturelle Untereinheit                             | Acyl-ACP                 |
| LYRM4/ISD11        | LYR             | Cystein-Desulfurase NFS1                | Assemblierungsfaktor                                  | Acyl-ACP, NFS1           |
| LYRM5              | LYK             | Elektronentransferierendes Flavoprotein | Hilfsfaktor (accessory factor)                        | Acyl-ACP                 |
| LYRM6/NDUFA6       |                 | Komplex I                               | Strukturelle Untereinheit                             | Acyl-ACP, NDUFS3         |
| LYRM7/MZM1L        | AYR oder andere | Komplex III                             | Assemblierungsfaktor                                  | Acyl-ACP, UQCRFS1, HSC20 |
| LYRM8/SDHAF1       | IYR & LYR       | Komplex II                              | Assemblierungsfaktor                                  | Acyl-ACP, SDHB, HSC20    |
| LYRM9/C17orf108    |                 |                                         | Unbekannt                                             | Unbekannt                |
| ACN9/SDHAF3/LYRM10 |                 | Komplex II                              | Assemblierungsfaktor                                  | Acyl-ACP, SDHB           |
| FMC1/C7orf55       | kein LYR-Motiv  | Komplex V                               | Assemblierungsfaktor                                  | Acyl-ACP, ATP12          |
| L0R8F8             |                 | Mitoribosom                             | Assemblierungsfaktor                                  | Holo-ACP                 |

## Klinische Relevanz
Defekte in menschlichen LYRM-Proteinen stehen aufgrund ihrer entscheidenden Rolle in der mitochondrialen Funktion mit schweren Erkrankungen in Verbindung:
- Apoptose bei HIV-1-Infektion (LYRM6)[3]
- Mangel mehrerer OXPHOS-Komplexe (LYRM4)[3]
- Enzephalopathie (LYRM7)[1]
- Genetische Veranlagung zur Alkoholabhängigkeit (ACN9)[22]
- Infantile Leukenzephalopathie (LYRM8)[3]
- Insulinresistenz (LYRM1)[1][3]
- Laktatazidose (LYRM7)[3]
- Muskuläre Hypotonie (LYRM3)[3]
- Verschiedene mitochondriale Erkrankungen (LYRM3)[1]